# Metriocampa
Metriocampa és un gènere de diplurs de la família Campodeidae. Hi ha sis espècies descrites en Metriocampa.

## Taxonomia
Aquestes sis espècies pertanyen al gènere Metriocampa:
- Metriocampa allocerca Conde i Geeraert, 1962 i c g
- Metriocampa aspinosa Allen, 2002 i c g
- Metriocampa hatchi Silvestri, 1933 i c g
- Metriocampa packardi Silvestri, 1912 i c g
- Metriocampa petrunkevitchi Silvestri, 1933 i c g
- Metriocampa vandykei Silvestri, 1933 i c g

Font de les dades: i = ITIS, c = Catalogue of Life, g = GBIF, b = Bugguide.net